# Chicago Outfit
Chicago Outfit - cunoscută și sub denumirea de Outfit, Chicago Mafia, Chicago Mob, familia Chicago, South Side Gang sau The Organization - este o organizație italoamericană implicată în crima organizată din Chicago, Illinois înființată în 1910. Aceasta face parte din mafia americană și își are originea în South Side, Chicago⁠(d).
Sindicatul a ajuns la putere în anii 1920 sub controlul lui Johnny Torrio și Al Capone într-o perioadă marcată de conflicte sângeroase între găști care încercau să obțină dreptul exclusiv de a distribui ilegal alcool în perioada Prohibiției. Din acel moment, Chicago Outfit s-a implicat în diverse activități criminale precum cămătărie, jocuri de noroc, prostituție, șantaj, corupție politică și crimă. Capone a fost condamnat pentru evaziunea fiscală în 1931, iar grupul său a ajuns sub conducerea lui de Paul Ricca⁠(d). Acesta a împărțit puterea cu Tony Accardo din 1943 până la moartea sa în 1972. După moartea lui Ricca, Accardo a devenit unul dintre cei mai longevivi șefi ai unei familii mafiote, fiind lider al organizației până la moartea sa în 1992.
Deși nu a avut niciodată un monopol complet asupra crimei organizate din Chicago, grupul a fost considerat cel mai puternic, violent și extins din vestul mijlociu. Spre deosebire de alte facțiuni ale mafiei precum cele cinci familii din New York City, Chicago Outfit a rămas unită încă de la înființare. La apogeu, organizația avea influență inclusiv în state precum California, Florida și Nevada pe lângă întreaga regiune a vestului mijlociu, Florida de Sud⁠(d), Las Vegas și alte părți din sud-vestul Statelor Unite⁠(d).